# Аббаси, Шакиль
Шакиль Аббаси (5 января 1984 года, Кветта, Пакистан) — пакистанский хоккеист на траве, участник трёх летних Олимпийских игр, победитель Азиатских игр 2010 года, бронзовый призёр и MVP Трофея чемпионов 2012 года.

## Спортивная биография
В составе сборной Пакистана Аббаси дебютировал в 2003 году. В 2004 году Шакиль Аббаси впервые выступил на летних Олимпийских играх в Афинах. Сборная Пакистана не очень удачно выступила в групповом турнире, потерпев два поражения в пяти матчах и, заняв третье место, выступила в классификационных матчах. Победив сначала Индию (3:0), а затем и Новую Зеландию (4:2) пакистанцы заняли итоговое 5-е место, а Аббаси за время турнира смог забить два гола.
Летние Олимпийские игры 2008 года в Пекине сложились для сборной Пакистана не очень удачно. На групповом этапе пакистанцы, одержав всего 2 победы, заняли 4-е место, что позволило им побороться лишь за 7-е место. В классификационном матче сборной Пакистана противостояла сборная Новой Зеландии. В упорной борьбе пакистанцы уступили 2:4 и заняли лишь 8-е место. Аббаси в 6-ти матчах смог отметиться 3-я голами.
На летних Олимпийских играх 2012 года сборная Пакистана вновь не смогла показать хорошего результата, заняв, как и 4 года назад, на групповом этапе 4-е место. В поединке за 7-е место пакистанцы обыграли южнокорейских спортсменов со счётом 3:2. Аббаси, проведя на турнире 6 матчей, не смог забить ни одного гола. Зимой 2012 года Аббаси завоевал бронзовую награду Трофея чемпионов, причём по итогам турнира Шакиль получил награду как лучший игрок чемпионата.